# Naomi van As
Naomi Frances van As (La Haya, 26 de julio de 1983) es una exjugadora de hockey sobre césped neerlandesa. Desde el año 2008 hasta 2016 ha conseguido un total de tres medallas olímpicas, 2 de ellas de oro.

## Trayectoria
Hizo su debut con la selección de los Países Bajos el 20 de junio de 2003 en un partido contra Sudáfrica. Se consagró campeona del Champions Trophy en 2004, 2005 y 2007. En el año 2010 logró el 2.º puesto en Inglaterra. En los años 2006, 2008, 2009, 2012 y 2014 obtuvo en el 3.er puesto. Fue campeona del mundo en Madrid 2006 y La Haya 2014; y subcampeona en Rosario 2010. En 2008 se convirtió en ganadora de la medalla de oro olímpica con su selección, en los Juegos Olímpicos en Pekín 2008, al anotar el primer gol, en su victoria 2-0 sobre China. En Londres 2012 también logró el puesto más alto en los juegos, ganándole esta vez en la final a Argentina por 2 a 0.

Individualmente, en 2009 fue nombrada, junto con la argentina Luciana Aymar, mejor jugadora del mundo. También fue nombrada en 2016, año en el que consiguió la medalla de plata en los Juegos Olímpicos Río 2016.

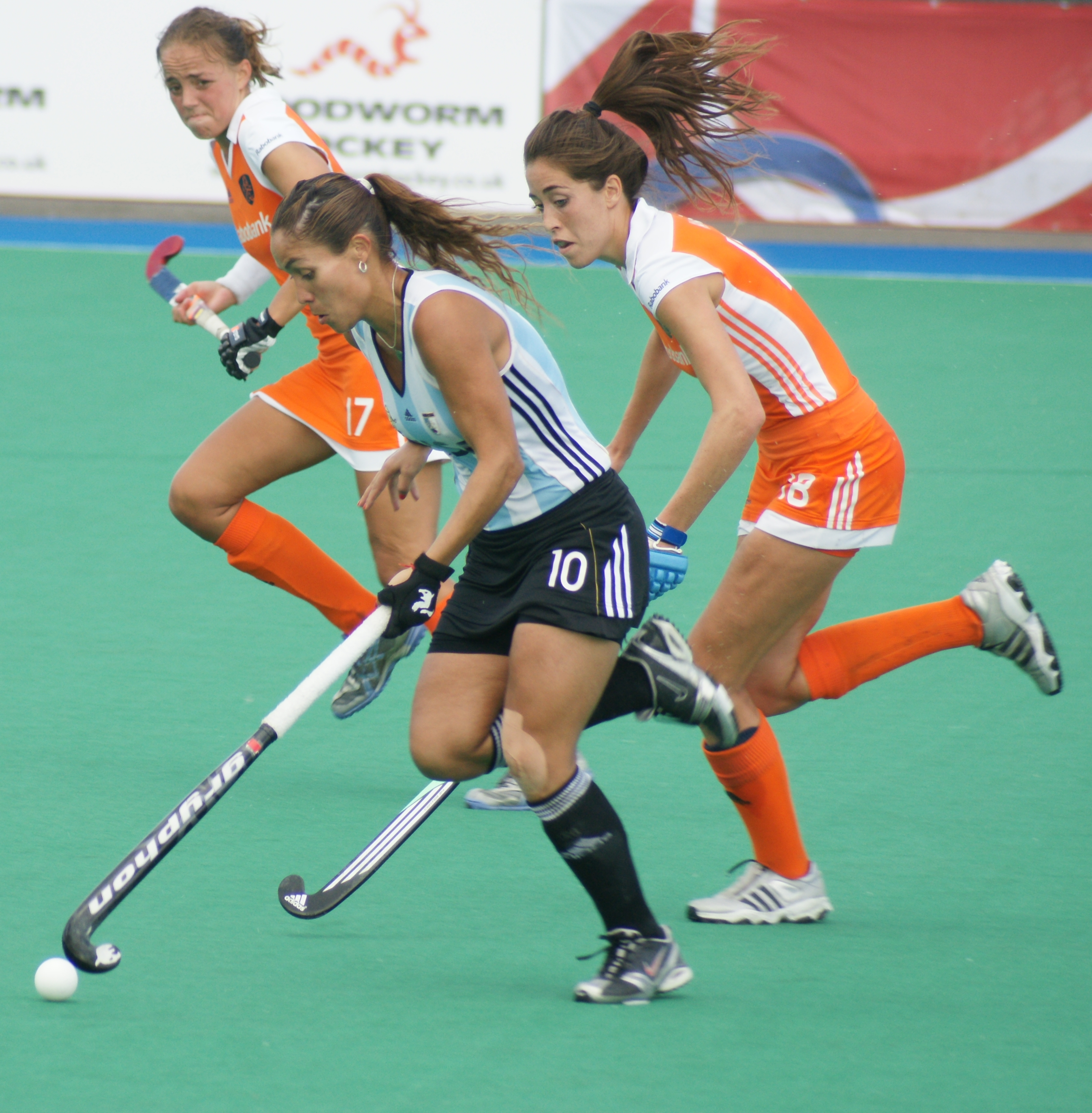
van As enfrentado a Soledad García en un partido contra Argentina.

## Palmarés

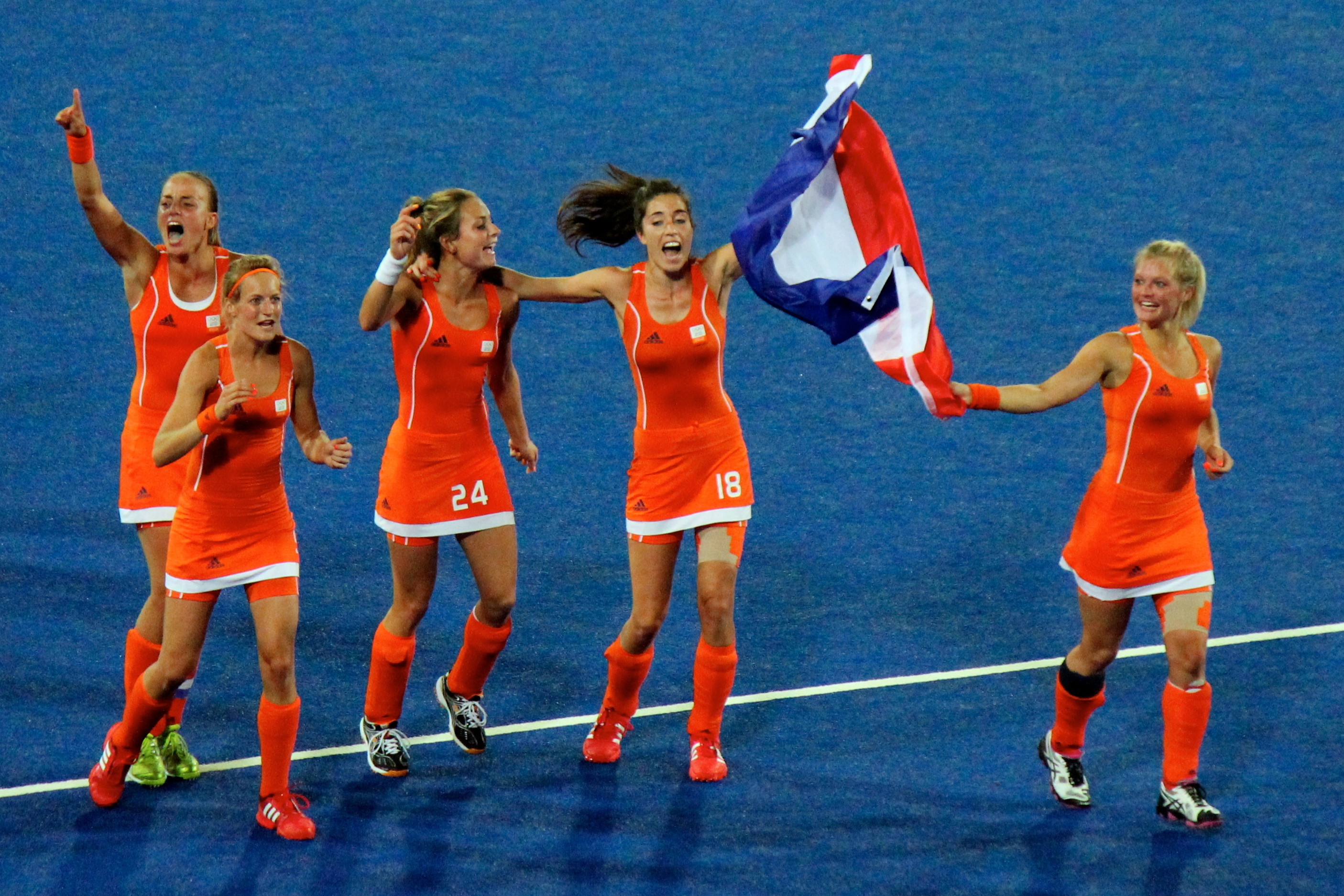
Naomi van As celebrando la obtención de la medalla de oro en 2012, junto a sus compañeras de equipo Maartje Paumen, Maartje Goderie, Eva de Goede y Sophie Polkamp.

| Título           | Equipo                    | País         | Año  |
| ---------------- | ------------------------- | ------------ | ---- |
| Juegos Olímpicos | Selección de Países Bajos | China        | 2008 |
| Juegos Olímpicos | Selección de Países Bajos | Reino Unido  | 2012 |
| Mundial          | Selección de Países Bajos | España       | 2006 |
| Mundial          | Selección de Países Bajos | Países Bajos | 2014 |
| Champions Trophy | Selección de Países Bajos | Argentina    | 2004 |
| Champions Trophy | Selección de Países Bajos | Australia    | 2005 |
| Champions Trophy | Selección de Países Bajos | Argentina    | 2007 |